# LG Optimus 2X
LG Optimus 2X (модельний номер — P990, також відомий як LG P990 Star, LG P990 Optimus Speed, LG Optimus Star) — смартфон, що розроблений компанією LG Group, анонсований 16 грудня 2010 року. Є першим смартфоном із двоядерним процесором.
В Україні Optimus 2Х анонсований у кінці 2010 року. На той час це був найпотужніший гуглофон на ринку.

## Огляд приладу
- Огляд GSM/UMTS-смартфону LG Optimus 2x (P990) на Слухавка. - Процитовано 25 листопада 2012
- Огляд LG Optimus 2X [Архівовано 27 листопада 2012 у Wayback Machine.] на TechRadar. - Процитовано 25 листопада 2012 (англ.)
- Огляд LG Optimus 2X [Архівовано 7 грудня 2012 у Wayback Machine.] на Engaget. - Процитовано 25 листопада 2012 (англ.)
- Огляд LG Optimus 2X [Архівовано 28 жовтня 2012 у Wayback Machine.] на CNET UK. - Процитовано 25 листопада 2012 (англ.)

## Відео
- LG Optimus 2X від LG. - Процитовано 25 листопада 2012 (англ.)
- Огляд LG Optimus 2X [Архівовано 1 серпня 2013 у Wayback Machine.] від PhoneArena. - Процитовано 25 листопада 2012 (англ.)
- LG Optimus 2X. Сила двох... [Архівовано 24 липня 2013 у Wayback Machine.] від Mobile I.M.H.O. - Процитовано 25 листопада 2012 (рос.)